# هينينج لارسن (عداء مراثوني)
هينينج لارسن (بالدنماركية: Henning Larsen)‏ هو عداء مراثوني دنماركي، ولد في 12 ديسمبر 1910، وتوفي في 11 يناير 2011.

## وصلات خارجية
- هينينج لارسن على موقع رابطة إحصائيات سباق الطريق (الإنجليزية)
- هينينج لارسن على موقع أوليمبيديا (الإنجليزية)